# كأس السوبر الإماراتي
كأس السوبر الإماراتي، والمعروفة سابقاً باسم كأس سوبر الخليج العربي، هي البطولة الافتتاحية لموسم كرة القدم في دولة الإمارات العربية المتحدة. وتلعب من مباراة واحدة بين بطل الدوري الإماراتي للمحترفين وبطل كأس رئيس الدولة. تأسست في عام 1990م ولعبت النسخة الجديدة في 14 سبتمبر 2008.

## القنوات الناقلة
| الدولة                   | القناة           |
| ------------------------ | ---------------- |
| الإمارات العربية المتحدة | أبوظبي الرياضية  |
| الإمارات العربية المتحدة | دبي الرياضية     |
| الإمارات العربية المتحدة | الشارقة الرياضية |

## الفائزين
| السنة             | فائز دوري المحترفين | النتيجة                   | فائز كأس رئيس الدولة |
| ----------------- | ------------------- | ------------------------- | -------------------- |
| 2008              | الشباب              | 0 – 1 (aet)               | الأهلي               |
| 2009 [الإنجليزية] | الأهلي              | 2 - 2 (aet) 3 - 5 (pens)  | العين                |
| 2010 [الإنجليزية] | الوحدة              | 1 – 3                     | الإمارات             |
| 2011 [الإنجليزية] | الجزيرة             | 2 – 2 (aet) 6 - 7 (pens)' | الوحدة               |
| 2012 [الإنجليزية] | العين               | 0 – 0 (aet) 5 - 4 (pens)' | الجزيرة              |
| 2013 ‏             | العين               | 0 – 0 (aet) 2 - 3 (pens)' | الأهلي               |
| 2014 [الإنجليزية] | الأهلي              | 1 – 0 (aet)               | العين                |
| 2015 [الإنجليزية] | العين               | 4 – 2 (aet)               | النصر                |
| 2016 [الإنجليزية] | الأهلي              | 2 – 1 (aet)               | الجزيرة              |
| 2017              | الجزيرة             | 0 – 2 (aet)               | الوحدة               |
| 2018              | العين               | 3 – 3 (aet) 3 - 4 (pens)' | الوحدة               |
| 2019              | الشارقة             | لم يحدد                   | شباب الأهلي          |

المصدر: كوروووة

## الفرق الفائزة بالقب
| الفريق      | بطل | سنة الفوز                                                             |
| ----------- | --- | --------------------------------------------------------------------- |
| شباب الأهلي | 4   | كأس السوبر الإماراتي 2008 2013 [الإنجليزية], 2014 [الإنجليزية] ,2015 ‏ |
| العين       | 3   | 2009 [الإنجليزية], 2012 [الإنجليزية] ,2015 [الإنجليزية]               |
| الوحدة      | 3   | 2011 [الإنجليزية] كأس السوبر الإماراتي 20172018                       |
| الإمارات    | 1   | 2010 [الإنجليزية]                                                     |
| الشارقة     | 1   | 1994 [الإنجليزية]                                                     |
| الجزيرة     | 1   | 2021.                                                                 |

المصدر: كأس سوبر الخليج العربي

## وصلات خارجية
- الصفحة الرسمية
- جدول المباريات والنتائج على كورة